# Dindica taiwana
Dindica taiwana är en fjärilsart som beskrevs av Alfred Ernest Wileman 1914. Dindica taiwana ingår i släktet Dindica och familjen mätare. Inga underarter finns listade i Catalogue of Life.